# 여범
여범(呂範, ? ~ 228년)은 중국 후한 말, 삼국 시대 오나라의 대신으로, 자는 자형(子衡)이며 여남군 세양현(細陽縣) 사람이다.

## 행적

### 손책 휘하의 행적
젊어서 군의 관리가 되었고, 용모와 자태가 빼어났다. 읍의 부자 유씨의 딸이 아름다웠는데, 여범은 유씨에게 청혼하여 승낙받았다. 후에 난리를 피해 수춘으로 옮겨왔으며, 수하 1백 명과 함께 당시 원술(袁術) 밑에 있던 손책(孫策)에게 들어갔다. 당시 손책의 어머니는 아직 강도에 있었는데, 손책은 여범을 보내 맞이하도록 했다. 그러나 서주목 도겸(陶謙)은 당시 원술과 사이가 틀어졌으며, 결국은 어찌되었든 원술의 사람인 여범이 들어오자 자신을 정탐하러 온 것으로 여기고 고문했으며, 여범의 식객들이 몰래 구출했다. 당시 여범과 손하(孫河)만이 손책을 수행하였으며, 고생 중에서도 어떤 상황에서든 피하지 않았다.
손책이 여강의 육강을 칠 때 따랐으며, 손책이 유요(劉繇)를 치러 나아가자, 유요의 수하로 당리구에 주둔한 장영(張英), 횡강에 주둔한 우미(于糜)를 무찔렀고, 소단양과 호숙을 함락시켜 호숙상을 겸임했다. 손책은 곡아와 말릉을 평정하여, 유요와 착융(笮融)의 잔여 세력을 흡수하고, 군사 2천 명과 말 50필을 여범에게 하사했다. 후에 완릉령을 겸임하고, 단양의 불복종자를 격파하여 도독으로 승진했다.
하비의 명족으로 진규(陳珪)와 일족인 진우(陳瑀)가 오군태수를 자칭하고 해서에 주둔하며, 엄백호(嚴白虎)와 내통했다. 여범은 서일과 함께 진우를 해서에서 쳐 대장 진목의 목을 베었다. 《강표전》에 따르면 진우의 관리, 병사, 처자 4천 명을 사로잡았다. 또 능양에서 조랑을, 용리에서 태사자(太史慈)를 칠 때에도 따랐다. 정로중랑장에 배령되었으며, 강하를 치고 돌아오는 길에 파양을 평정했다.

### 손권 휘하의 행적
손책이 죽자 오에서 분상했으며, 손권(孫權)이 강하를 칠 때 장소(張昭)와 함께 남아서 지켰다. 주유(周瑜)와 함께 조조(曹操)를 적벽에서 무찔러, 비장군에 배령되었고 팽택태수를 겸했으며 팽택, 시상, 역양을 봉읍으로 받았다. 유비(劉備)가 손권을 찾아왔을 때, 유비를 구류해 둘 것을 진언했다. 《한진춘추》에 따르면 노숙(魯肅)은 여범의 의견을 반대하고, 오나라에서 형주를 다스리는 것이 어려우므로 형주를 유비에게 빌려 주어 도움으로 삼아야 한다고 주장했다. 손권은 여범의 의견을 듣지 않고 노숙의 주장을 좇았으나, 나중에 관우(關羽)를 칠 때 여범을 찾아가 그 진언을 받아들이지 않은 것을 후회했다. 후에 평남장군이 되어 시상에 주둔했다. 손권이 관우를 치고 돌아와 무창에 서울을 두자, 여범은 건위장군·완릉후·단양태수에 임명되었고, 치소를 건업(建業)에 두어 부주 이하 바다까지를 동독했고, 봉읍을 율양, 회안, 영국으로 바꾸었다.
황무 원년(222년) 가을 9월, 조비가 대대적으로 오나라를 침공하여 조휴(曹休), 장료(張遼), 장패(臧覇)에게 동구로 진격하게 하고, 조인(曹仁)에게는 유수로, 조진(曹眞), 하후상(夏侯尙), 장합(張郃), 서황(徐晃)에게는 강릉으로 나아가게 했다. 손권은 여범에게 서성(徐盛), 손소, 전종(全琮)을 지휘하여 동구에서 조휴 등을 막게 하고, 주환(朱桓)에게 조인을, 제갈근(諸葛瑾), 반장(潘璋), 양찬에게는 조진 등을 막게 했다. 여범은 전장군으로 승진했고, 가절을 받았다. 11월, 여범이 이끄는 군대는 큰 폭풍우를 만나 배가 뒤집혀 익사한 사람이 수천이었고, 이 틈에 위나라 군대의 공격을 받아 패퇴하여 장강 남쪽으로 회군했다. 조휴 등은 계속적으로 공격을 퍼부었으나, 서성, 전종 등이 활약하여 위군을 막아냈다. 양주목이 되었다.
황무 7년(228년), 대사마로 임명되었으나 인수를 받기도 전에 죽어 추증했다. 손권은 여범의 죽음을 매우 슬퍼했으며, 태뢰로 제사지냈다.
장남은 일찍 죽었으므로, 차남 여거(呂據)가 뒤를 이었다.
당초, 손책은 여범에게 회계 업무를 맡겼다. 손권이 법에 지나는 요구를 하면 여범은 이를 항상 손책에게 알렸으므로 손권은 여범을 원망했으나, 훗날 자신이 오나라를 총괄하게 된 후로는 여범이 충실하다 하여 신임했다.

## 인물·평가
여범은 위의를 좋아하여, 육손(陸遜)과 같은 주민, 전종과 같은 귀공자라도 모두 여범을 공경하고 함부로 행하지 않았다. 비록 거처와 복식은 사치스러웠으나, 근면하고 법을 받들어, 손권은 그 충성을 기뻐하고 사치를 꾸짖지 않았다. 《강표전》에 따르면 여범과 하제는 사치하여 그 복식이 왕을 업신여기는 것이 있다고 하는 자가 있었으나, 손권은 이 말을 물리쳤다.
손권은 노숙을 등우에, 여범을 오한에 견주었다. 건업으로 수도를 옮기고 엄준(嚴畯)에게 자신이 그러한 평가를 하는 까닭을 일일이 설명해 주자, 손권이 이 둘을 지나치게 높이 평가하고 있다고 생각하던 엄준은 경복했다.

## 가계

### 관련 인물
여거

## 같이 보기
- 삼국지 인물 목록